# Renia
Renia — рід квітососових з підродини совок-п'ядунів. Налічує понад 30 видів, поширених у Північній та Південній Америці.
Рід встановлено 1854 року, типовий вид — Renia orthosialis.
- Renia acclamalis (Walker, [1859]) — Венесуела
- Renia accola Dognin, 1914 — Парагвай
- Renia adspergillus Bosc, 1800 — США
- Renia bendialis Guenée, 1854
- Renia bipunctalis Schaus, 1906
- Renia bipunctata (Kaye, 1901) — Тринідад і Тобаго
- Renia decurialis Guenée, 1854
- Renia discoloralis Guenée, 1854
- Renia endeisalis (Walker, 1859)
- Renia factiosalis Walker, 1859
- Renia fimbrialis Schaus, 1916
- Renia flavipunctalis Geyer, 1832 — США
- Renia fraternalis J.B. Smith, 1895 — США
- Renia hastatalis (Walker, [1859]) — Бразилія
- Renia hutsoni J.B. Smith, 1906 — США
- Renia morosalis Schaus, 1916 — Бразилія
- Renia mortualis Barnes & McDunnough, 1912
- Renia nebulosa Hampson, 1924 — Тринідад і Тобаго
- Renia nemoralis Barnes & McDunnough, 1918
- Renia orizabalis (Schaus, 1906)
- Renia orthosialis Guenée, 1854
- Renia pulverosalis J.B. Smith, 1895
- Renia punctinalis Guenée, 1854
- Renia rhamphialis Guenée, 1854
- Renia rhetusalis (Walker, [1859])
- Renia rigida J.B. Smith, 1905
- Renia salusalis Walker, 1859
- Renia sobrialis Walker, 1859
- Renia subterminalis Barnes & McDunnough, 1912
- Renia testacealis Guenée, 1854
- Renia turpis Schaus, 1912
- Renia vinasalis (Schaus, 1912)

## Різноманіття

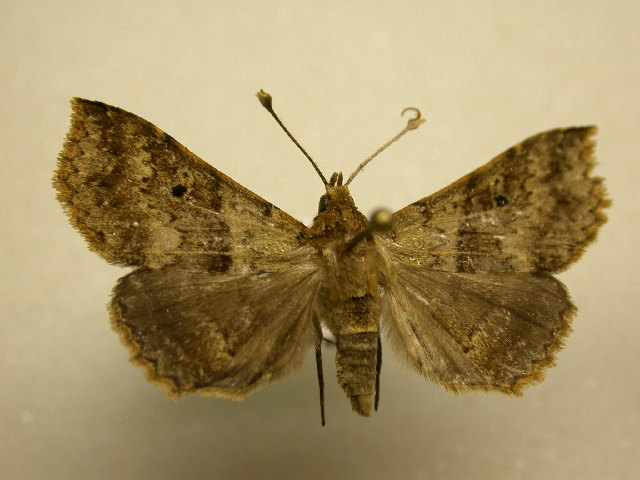
Імаго Renia acclamalis, США
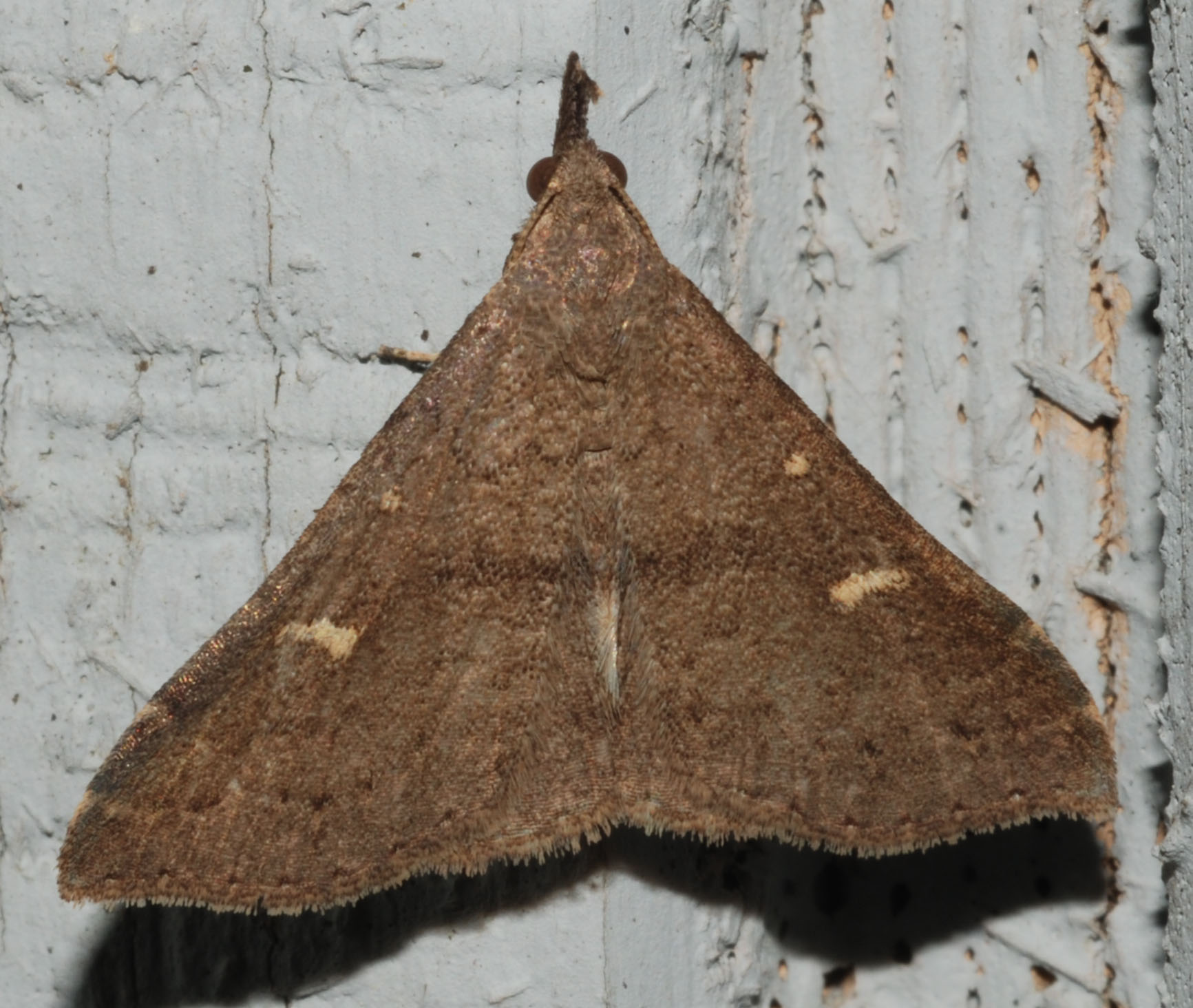
Імаго Renia adspergillus, США
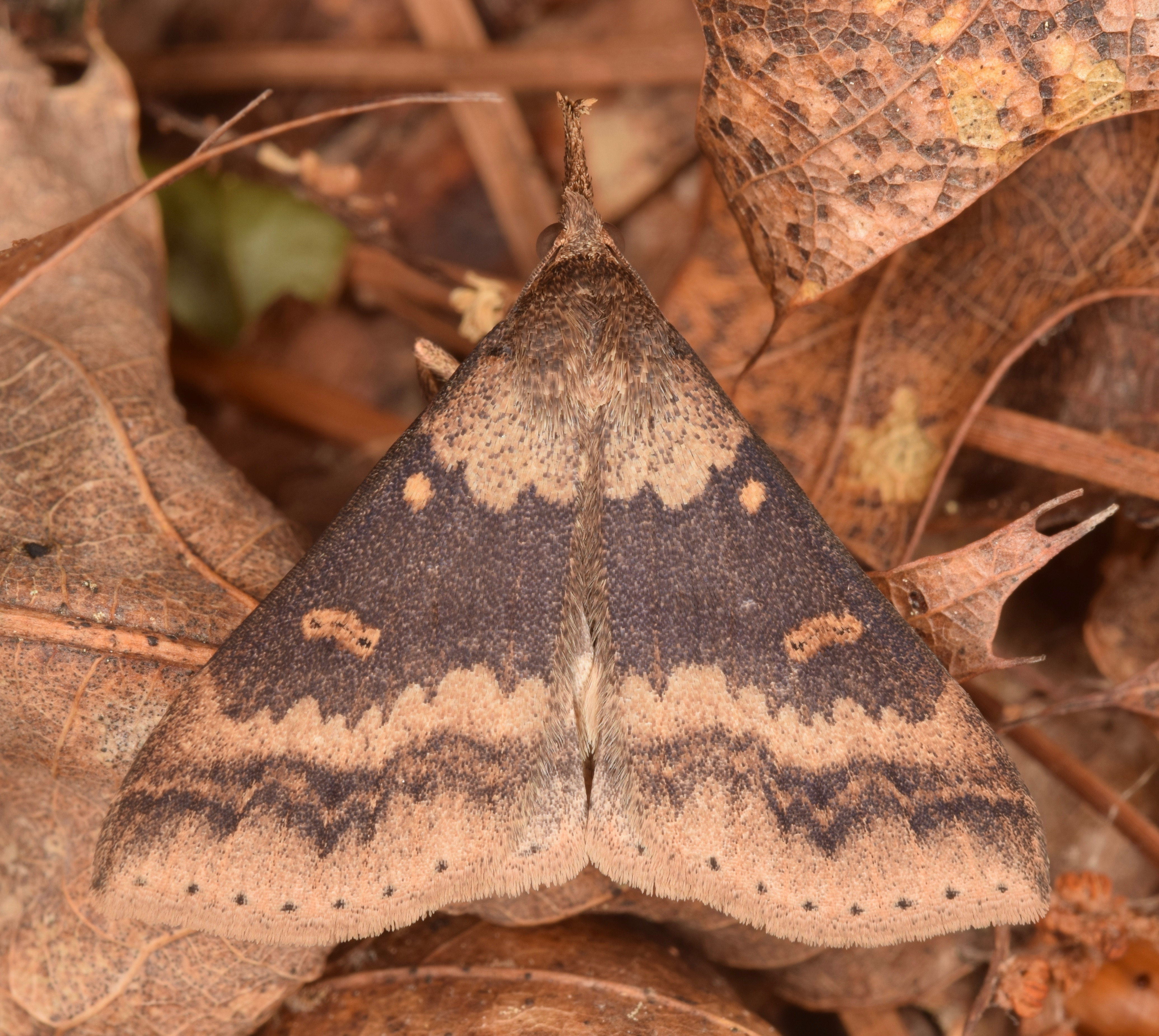
Імаго Renia discoloralis, США
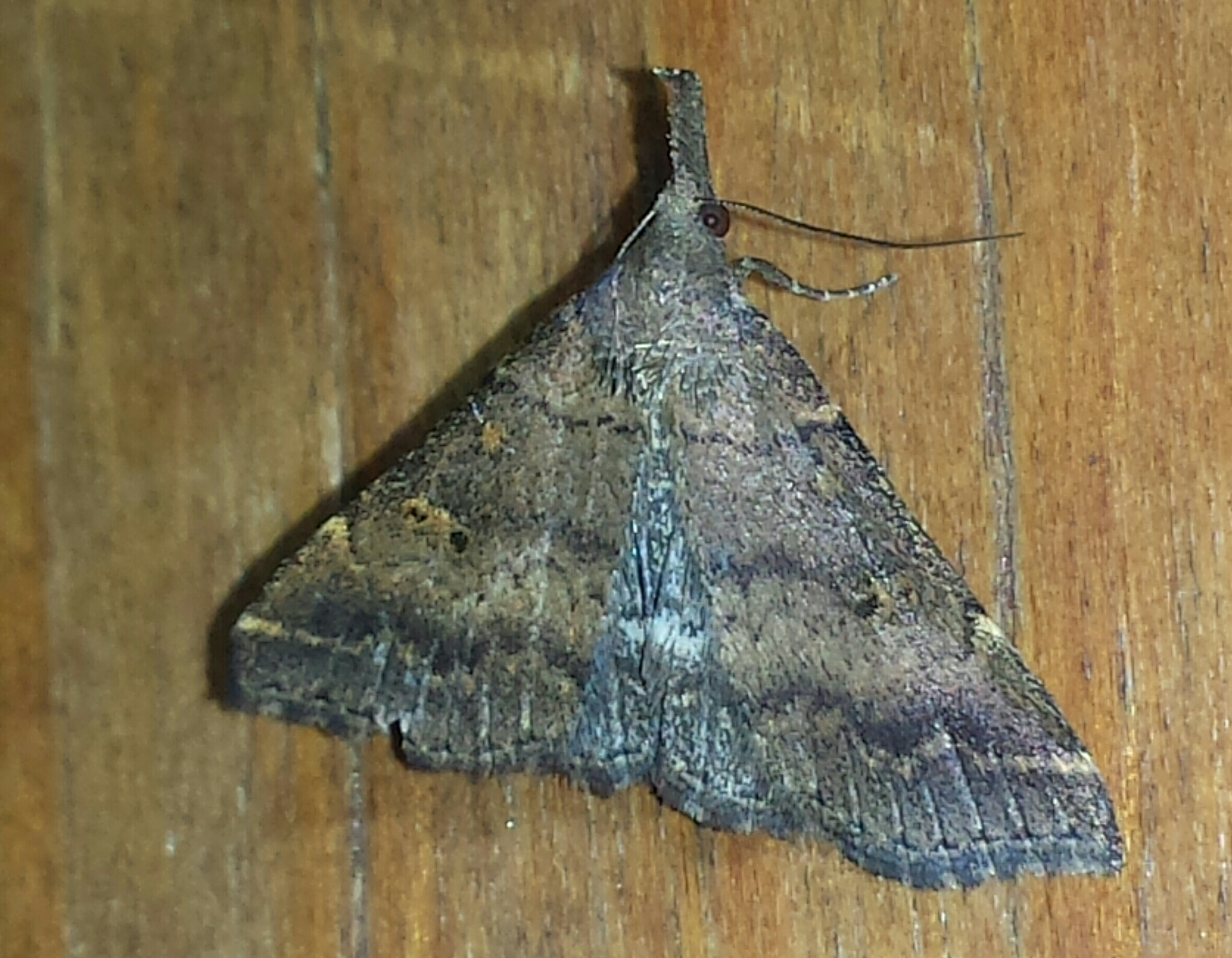
Імаго Renia factiosalis, США
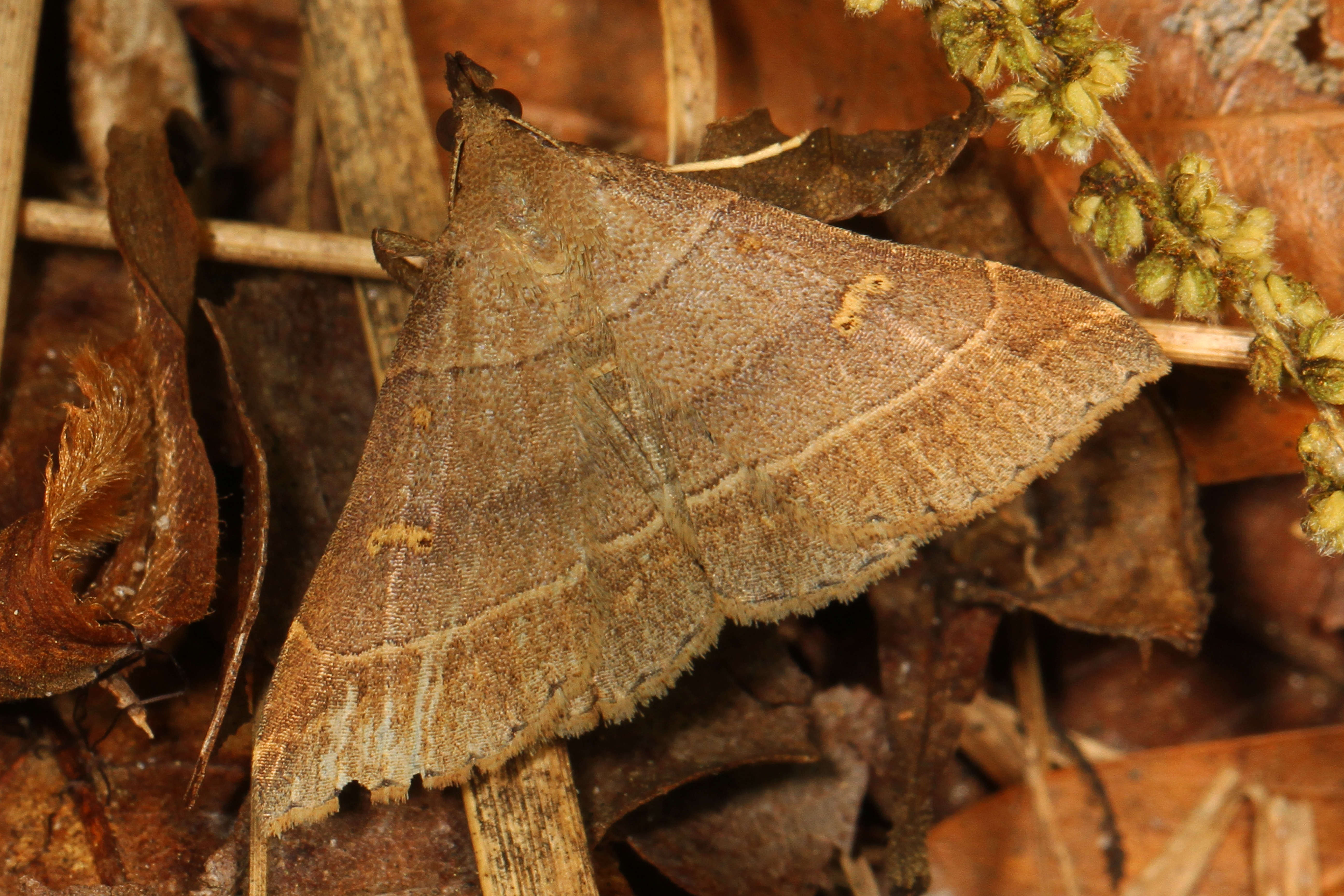
Імаго Renia flavipunctalis США
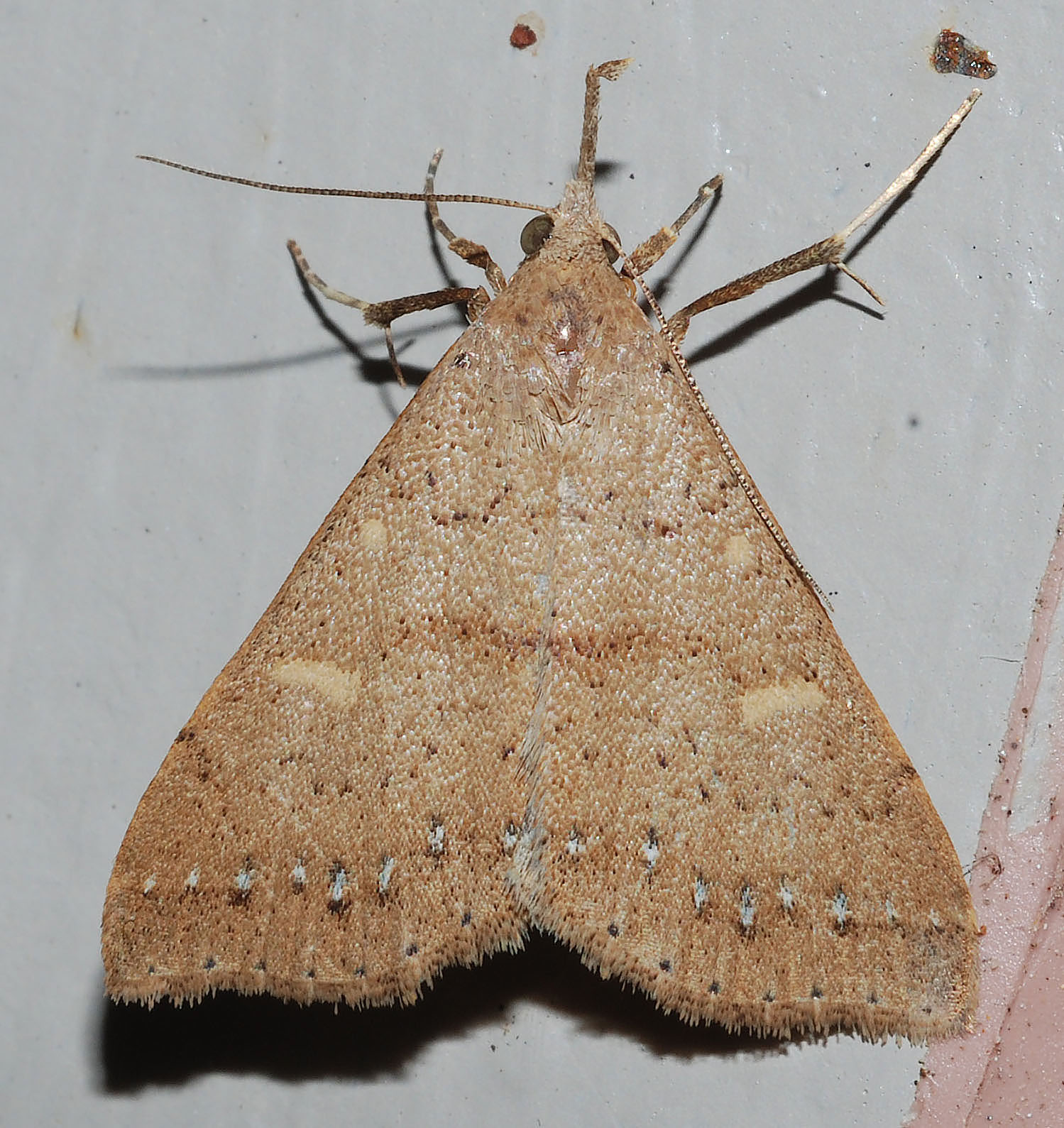
Імаго Renia fraternalis, США
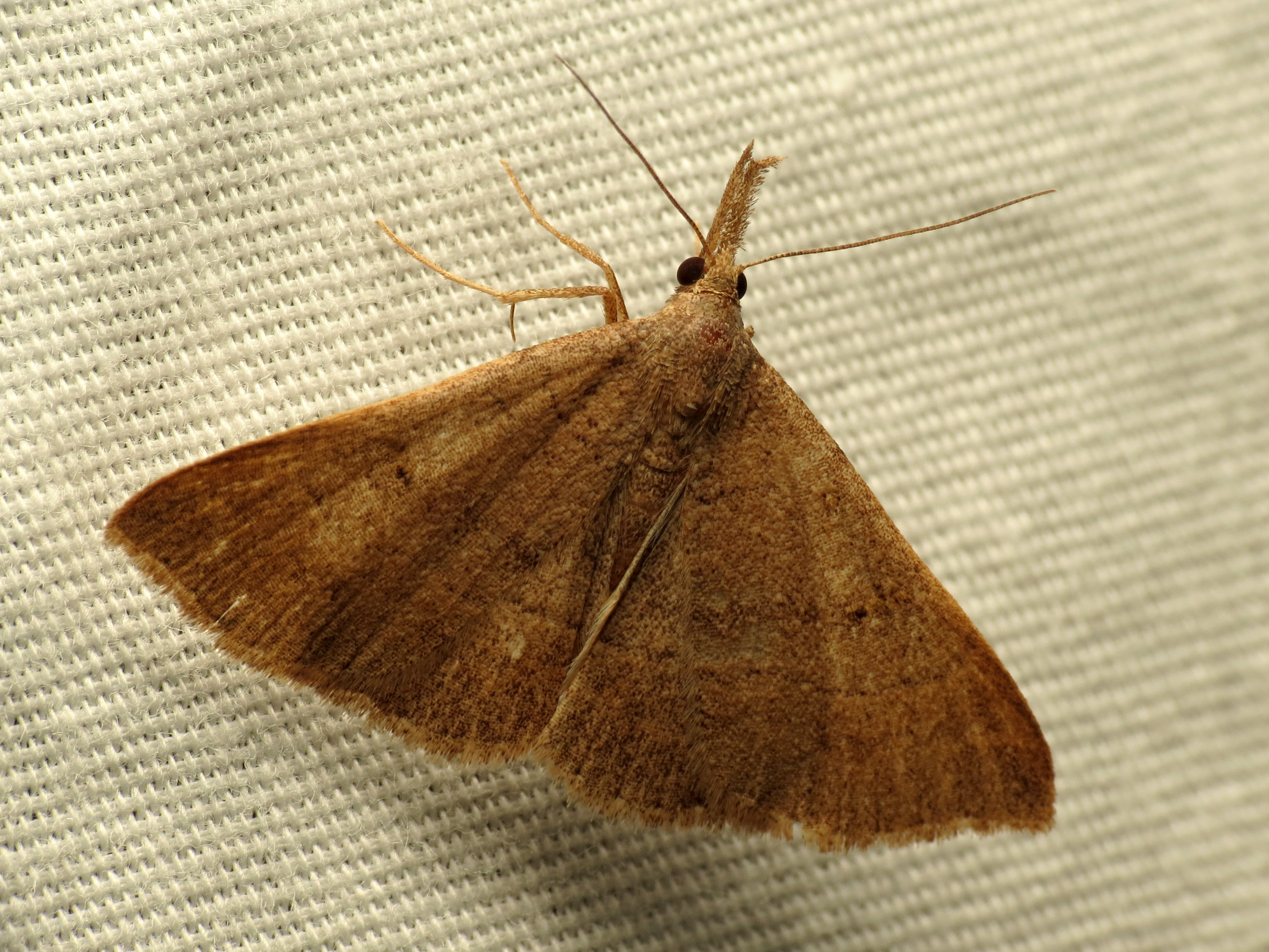
Імаго Renia hutsoni, США
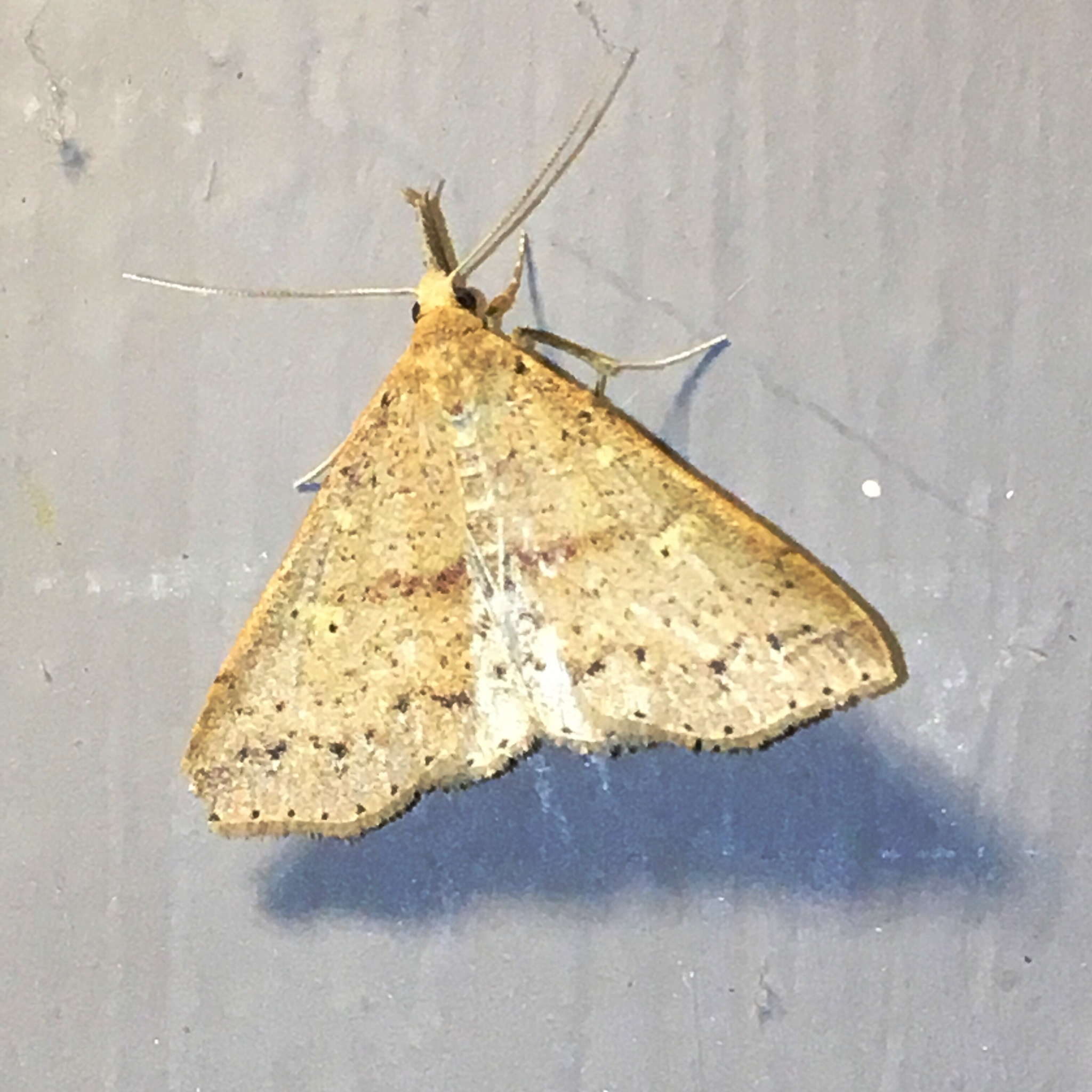
Імаго Renia salusalis, США
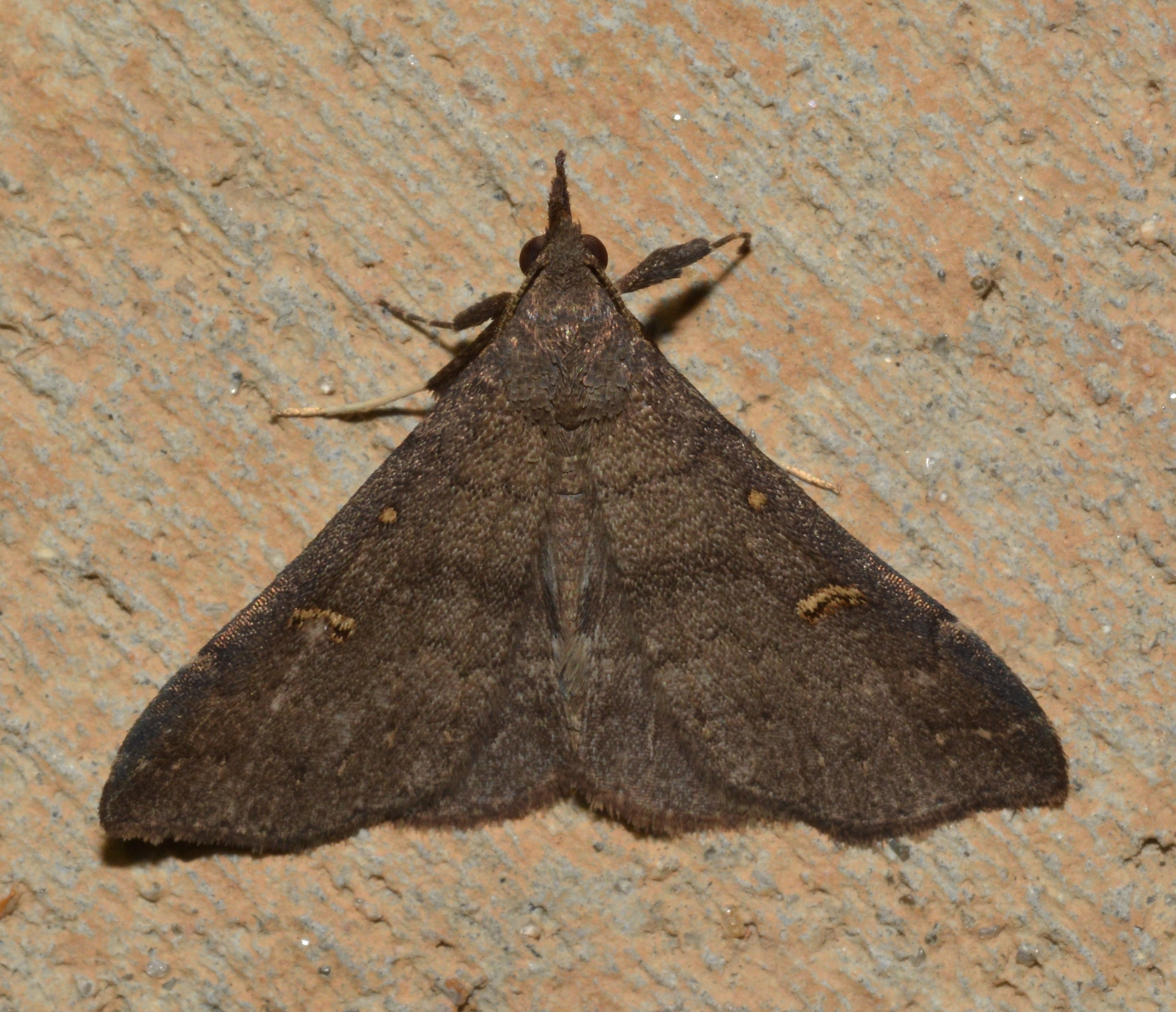
Імаго Renia sobrialis, США